# Blue Streak McCoy
Blue Streak McCoy é um filme dos Estados Unidos de 1920, do gênero faroeste, dirigido por B. Reeves Eason e estrelado por Harry Carey.

## Elenco
- Harry Carey ... Job McCoy
- Lila Leslie ... Eileen Marlowe
- Charles Arling ... Howard Marlowe
- B. Reeves Eason Jr. ... Albert Marlowe (como Breezy Eason)
- Ruth Fuller Golden ... Diana Hughes (como Ruth Golden)
- Ray Ripley ... Frank Otis
- Charles Le Moyne ... Mulhall
- Ruth Royce[2] ... Conchita
- Ben Alexander[3]